# Láncos templom
A láncos templom Szatmárnémeti legrégebbi és legnagyobb református temploma (a történelmi Szatmár város református temploma volt), a város SM-II-m-A-05244 kódszámú műemléke. 
1788 és 1807 között épült, copf (klasszicizáló késő barokk) stílusban.  Nevét az 1862-ben készült, a templomot körülvevő alacsony lánckerítésről kapta, amit később az épület előtt húzódó térre is kiterjesztettek, ahol korábban az 1703-ban elpusztult református templom állt. Jelenleg Szatmárnémeti második legnépesebb református egyházközsége tartozik hozzá (2 994 bejegyzett gyülekezeti tagja van), a valóságban azonban a legtöbb szatmári református ezt a templomot keresi fel a nagyobb ünnepeken. A Szatmár-Láncos Egyházközség mellett a Szatmárnémeti Református Gimnázium istentiszteleteinek és ünnepségeinek is helyszíne.

## Fekvése
A történelmi Szatmár óvárosában helyezkedik el (a történelmi Németinek saját temploma volt, a Németi templom). Szatmárnémeti "református központjának", a Kálvin térnek központi épülete. Körülötte helyezkednek el a fontosabb református történelmi oktatási intézmények és hivatalok épületei. Bal oldalán található a Szatmárnémeti Református Gimnázium régi-új főépülete (a 2010-es tényleges visszaszolgáltatás óta), a Szatmári Református Egyházmegye esperesi hivatala (egykor az egyházközség által használt épület), a Szatmár-Láncos Egyházközség parókiája, lelkészi hivatala, illetve három kisebb történelmi református iskola épülete: az egykori Református Leánylíceum és Református Tanítóképző épületei (ma az Aurel Popp Művészeti Líceum és a Szatmárnémeti Református Gimnázium használatában állnak). A templom előtt található, lánckerítéssel övezett templomkertben (melyről a templom a nevét kapta) található Kölcsey Ferenc szobra. Ezen a területen állt az első, eleve reformátusnak épített szatmári templom, míg a mai templom annak cintermében, az első szatmári református temető helyén épült fel.

## Története[1][2][3]
A Láncos templom történetileg Szatmárnémeti harmadik református temploma volt (valójában a negyedik gyülekezeti hely). Szatmár városa ugyan meglehetősen hamar csatlakozott a reformációhoz (az 1527 és 1535 közötti időszakban), új templomot jóideig nem építettek. 

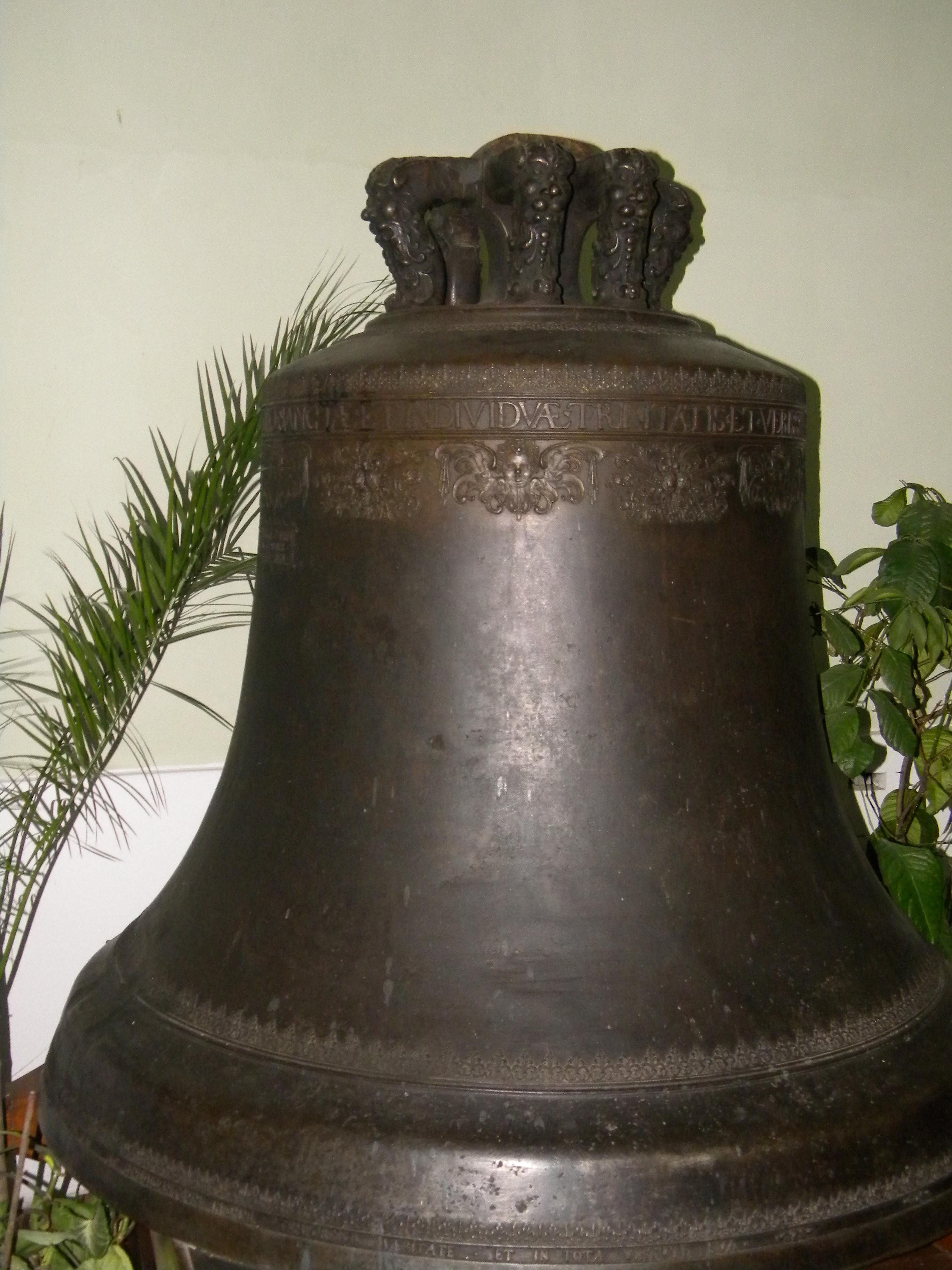
Az 1633-ban Georg Wierd harangöntő mester által Eperjesen készített első harang. Ma a szószék mellett látható

A korábbi katolikus templom, a város plébániatemploma szolgált az istentiszteletek helyéül, több mint egy évszázadon keresztül.
A templomot 1622-ben hivatalosan is megkapta a református gyülekezet Bethlen Gábor fejedelemtől, ettől kezdődően református templomként működik, 1662-ig, amikor Cobb császári tábornok visszafoglalja a katolikusok számára az épületet.
A reformátusok ekkor kezdenek új templom építéséhez, a mai templom előtti téren (a 17. század második felében készül el az első templom).
1703-ban a kurucok felgyújtották Szatmárt. A templom, a mellette álló református gimnáziummal együtt a lángok martalékává vált. 
Az elmenekült lakosság csak 1705-ben tér vissza a városba, 1725-ben pedig új paticsfalú, fatornyos református templom épült a városban. A templom megépüléséig Rákóczi fejedelem engedélyével a mai Szépművészeti Múzeum épülete, a Vécsey-palota helyén álló házban, a szatmári vár élésházában tarthatták istentiszteleteiket.
A Láncos templom építését már a 18. század derekán tervbe vette a város református lakossága (1762-ben születtek meg az első tervek), a munkálatokkal azonban várniuk kellett a Türelmi rendeletig.
Végül 1788. szeptember 11-én tették le a mai Láncos templom alapkövét , az 1703-ban elpusztult épület mögött, a régi temetőben. 19 évig tartottak az építési és berendezési munkálatok, míg végül 1807. szeptember 27-én felszentelték a templomot.
A tervrajzokat Preinlich Zsigmond kőművesmester készítette, aki 1794-ig a munkálatokat is felügyelte (ekkorra végeztek a kőművesmunkákkal).
A 19. század folyamán és a 20. század folyamán többször felújítják a templomot, kisebb átépítésekkel (1834, 1907, 1934). 

1944. szeptember 16-án súlyos bombatalálat éri a templomot, melynek során beszakadt a mennyezet és megsemmisült a berendezés jelentős része. Tulajdonképpen csak az oldalfalak és a torony maradt épen.
A bombatalálat után a templomot ideiglenes tetővel fedték be, a további károk elkerülése végett, majd hozzáláttak a helyreállításhoz. A legalapvetőbb munkálatokat 1947-re befejezték, így novemberben a gyülekezet már újra használatba vehette a templomot, a kisebb munkálatok azonban 1957-ig elhúzódtak. A templom ekkor kapott új tetőszerkezetet és födémet, falait kívül-belül újravakolták és festették, helyreállították a padokat, a karzatokat és a padlót. A tragikus bombatalálat és a templom újjáépítése emlékére a presbitérium márvány emléktáblát állíttatott, melyben a falba fúródott egyik bombarepeszt is megőrizték. Az emléktábla szövege:
Szilánkját őrzi ez az emléktábla annak a bombának, amely 1944. szept. 16-án este 10 órakor ezen a helyen hullott drága Sionunk falára, romhalmazzá változtatva templomunkat s mélységes gyászba borítva gyülekezetünket. Legyen áldott az Úr, Aki megengedte, hogy romjaiból újraépíthettük az Ő szent hajlékát.
 Helyeztette 1957 dec. 1-én a Presbitérium

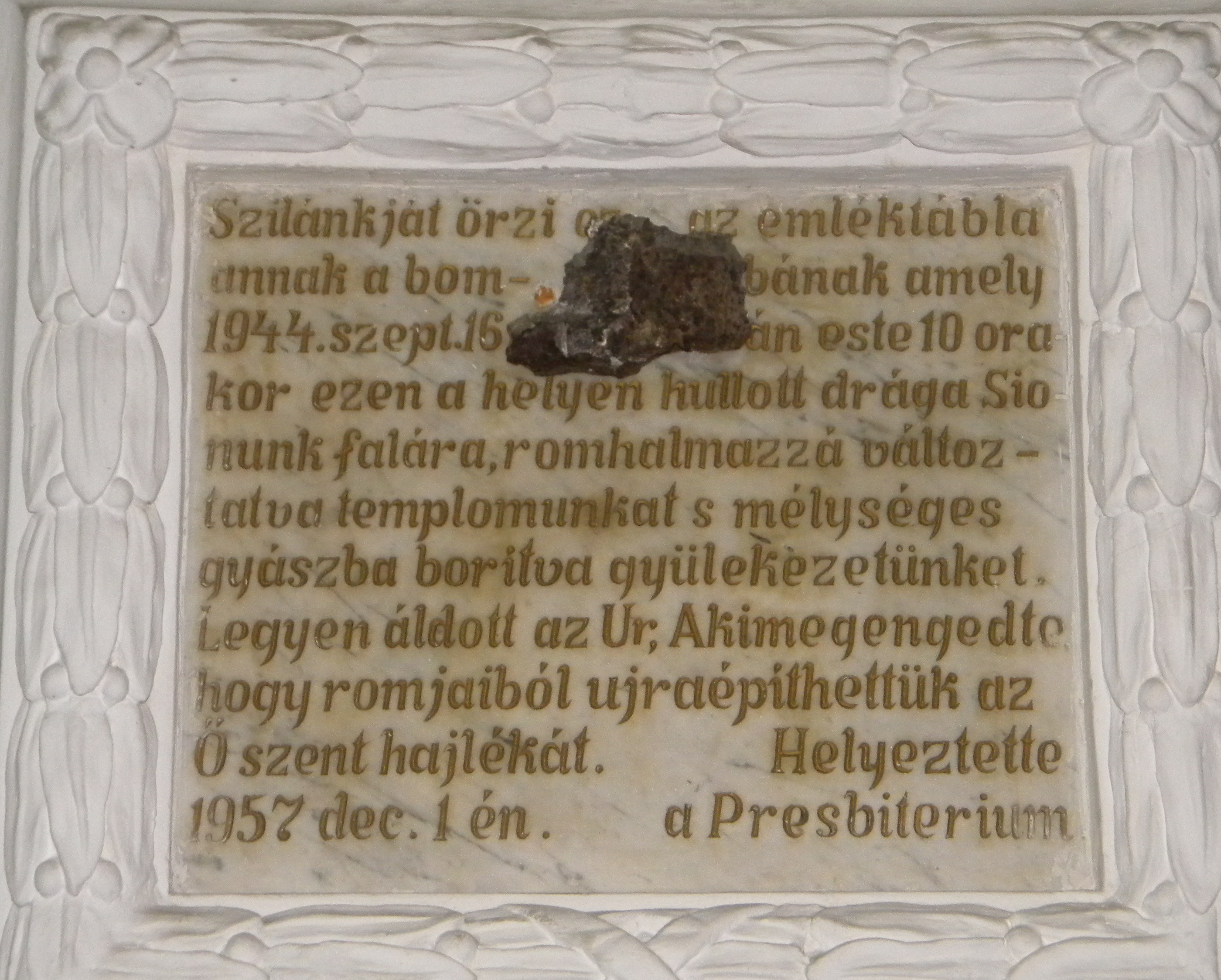
Az 1944-ben becsapódott bomba szilánkját őrző emléktábla

1948-ban két új oldalajtót vágtak (addig csak hosszanti irányban lehetett a templomban közlekedni). Az egyik (a szószék melletti) oldalajtón érkeznek hagyományosan az istentiszteletre a presbitérium és a lelkészek. 
1947-re Fodor Gábor tervei szerint elkészült a hajó táblás kiképzésű síkmennyezete. Az eredeti bútorzatot jelentős részét is kicserélték, 1951-ben Szűcs Kálmán tervei alapján készült el az Úrasztala és a padmellvédek, 1957-ben pedig az új szószék. Szintén 1957-ben készült el Tóth Kálmán tervei alapján a templom ablakait és bejáratait övező díszes belső stukkódíszítés, illetve Szűcs Kálmán terve alapján a falikarok és a csillárok. 
A munkálatok befejezése után 1957. december 1-jén újraszentelték a templomot.
A templomot legutóbb 2019-ben újították fel kívül-belül, de már 1989-90-ben bevezették a gázfűtést és felújították a bútorzatot is.

## Leírása
A síkmennyezetes teremtemplom kelet-nyugat tájolású, keleten a hajóval megegyező szélességű apszisban végződik, főhomlokzatának vonala pedig párhuzamos a Kazinczy utca vonalával. A háromtengelyes főhomlokzatot függőlegesen magas lábazaton álló párkányfejezetes pilaszterek, csigavonalú gyámokkal és hajlított szemöldökpárkánnyal díszített, szegmensíves záródású ablakok és három egyenes záródású bejárat tagolja. 

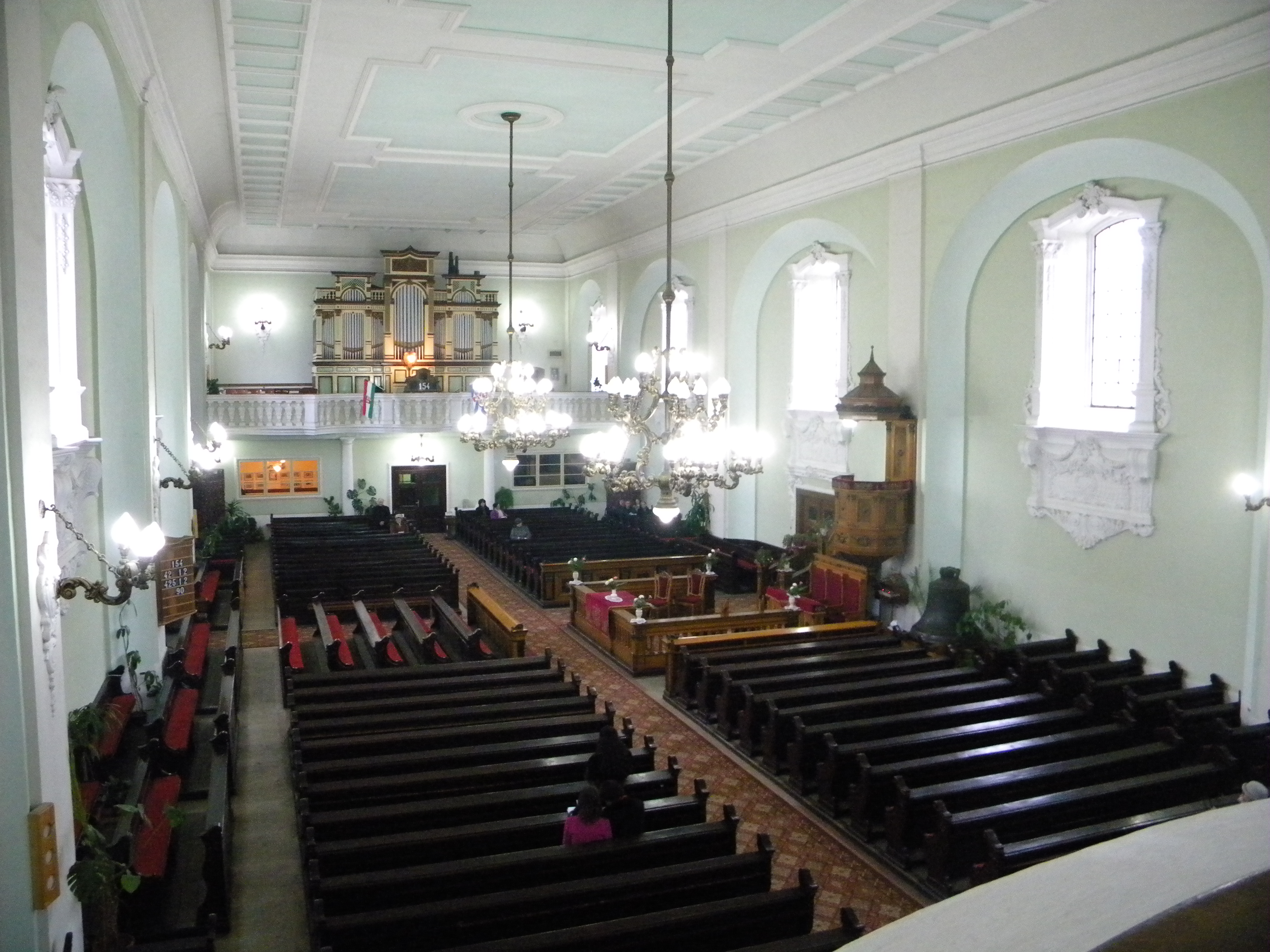
A templom belső tere

 A monumentális hatású nyugati torony által meghatározott, a homlokzat síkjából enyhén kiugró középtengelyben található a főbejárat, ennek két oldalán pedig a mellékbejáratok, melyeken át a karzatra vezető lépcsőkhöz lehet jutni. A főpárkány fölött íves attika, fölötte pedig a torony két felső, ovális illetve félköríves záródású hangablakkal áttört szintje emelkedik. A torony testet óraíves párkány zárja le, fölötte emelkedik a torony bádogfedésű sisakja.
A déli és északi mellékhomlokzatok tagolása, díszítése azonos. A falakat szabályos közökben a főhomlokzat ablakaival megegyező kialakítású ablakok és pilaszterek tagolják, illetve középtengelyükben egy-egy, egymással párhuzamosan elhelyezett ajtó nyílik.
A keleti homlokzat az alaprajzi elrendezésből következően ívelt és szintén háromtengelyes, középtengelyében pedig a főbejárattal megegyező kialakítású bejárat nyílik.

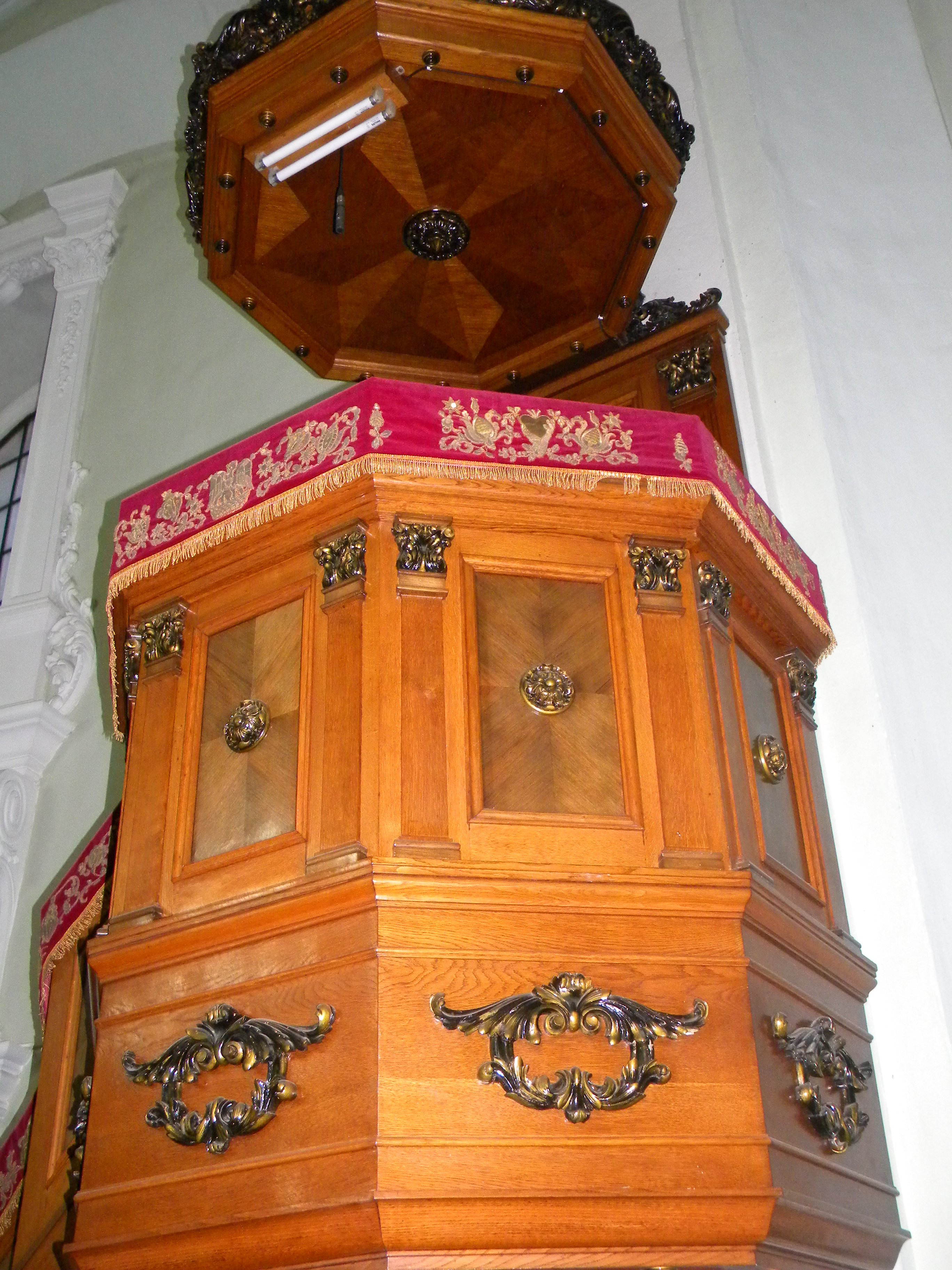
A szószék

A hajó falait belül félkörívesen záródó, egymástól pilaszterekkel elválasztott fülkék tagolják, ezek pedig egy-egy ablakot foglalnak magukba. Az ablakok, illetve a mellékbejáratok díszes, rokokó jellegű stukkókeretezésüket a 20. század második felében kapták.
Az északi mellékbejárat bal oldalán, a hajó északi falához illesztve áll a templom fából készült szószéke, előtte pedig az egyházi elöljárók részére kialakított díszes ülőhelyek és az úrasztala található.
A szószéktől balra látható a templom legrégebbi harangja, melyet, mint ahogyan a rajta olvasható feliratok is tanúsítják Szatmár város református polgársága 1633-ban Eperjesen öntetett Georg Wierd harangöntő mesterrel.

 
A hajó keleti és nyugati záródásában oszlopokra támaszkodó, baluszterekkel díszített tömör mellvédű karzatokat alakítottak ki. A nyugati oldalon található az orgonakarzat. A orgona Rieger Ottó budapesti orgonagyárában készült 1906-ban, a templom százéves fennállásának tiszteletére. 

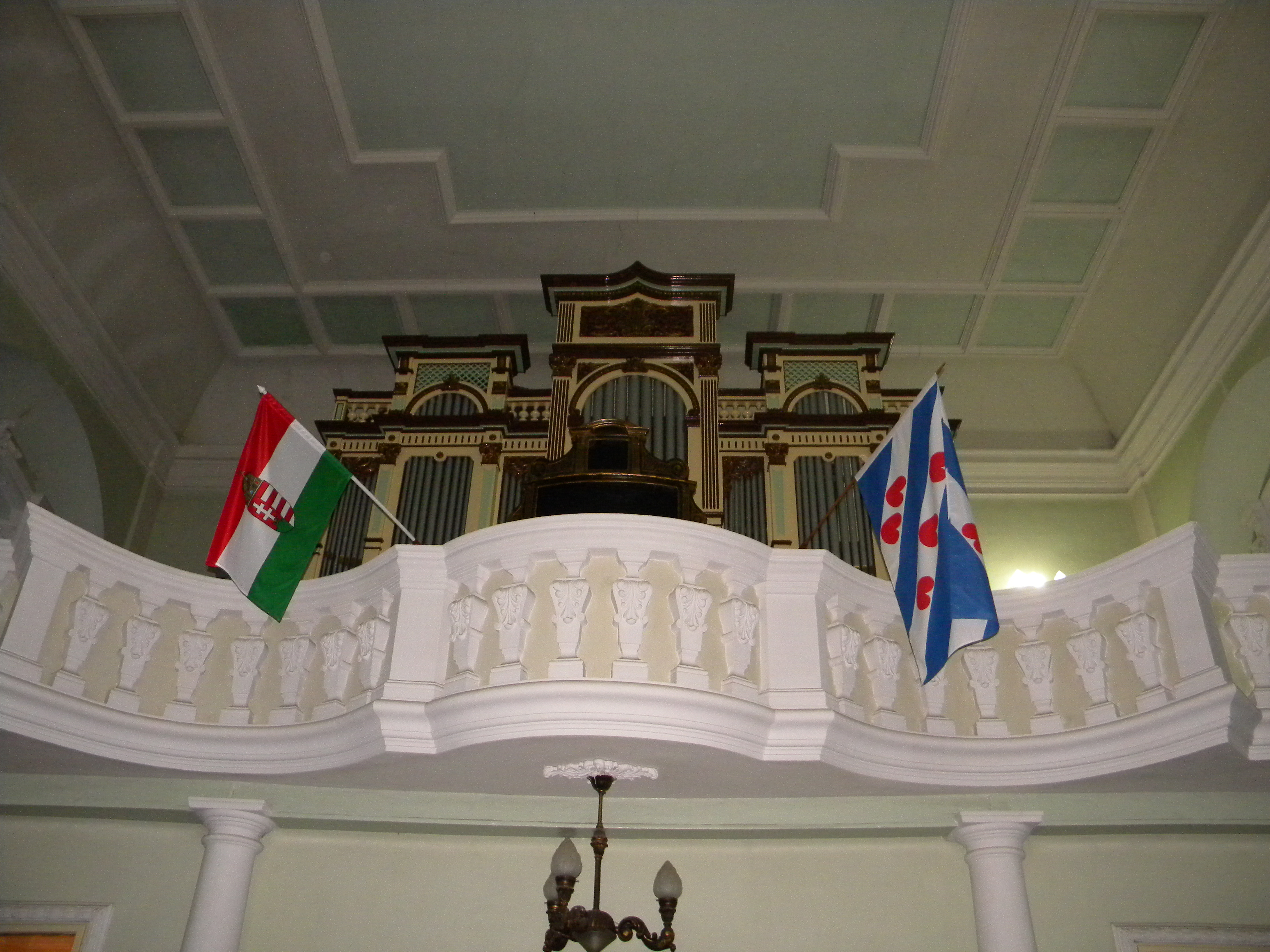
Az orgonakarzat

 Az orgonakarzat alatti teret leválasztották és az így kialakított két helyiségben a gyülekezet történelmét bemutató kis kiállítást rendeztek be.
A templom számos feliratos táblát is őriz. Ezek közül a legrégebbi az orgonakarzatra vezető lépcső mellett a torony falába beépített, gy bibliai idézetet tartalmazó feliratos kő, mely az 1703-ban elpusztult templomból származik. Felirata a következő:
„Meghallgattam a te könyörgésedet mellyel könyörögtél én előttem: megszentelem e házat, melyet építettél, abban helyeztetvén az én nevemet mind örökké és ott lesznek az én szemeim és az én szívem mindenkor. Kir. 9,3."
Az újjáépítési munkálatokat követő újraszentelési ceremónia keretén belül a hajó déli falára elhelyezett emléktábla őrzi az 1944. szeptember 16-án a templomba csapódó bomba darabkáját, a keleti bejáratnál található emléktáblák pedig az adományozók illetve a lelkészek, gondnokok neveit örökítik meg.
A Láncos templom a 18. század végére jellemző ún. alföldi típusú nagytemplomok egyik kiemelkedő példája. Stilisztikailag a klasszicizáló késő barokk irányzatához sorolható, ahol a barokk építészet leegyszerűsített elemei klasszicizáló elemekkel keverednek. Kialakítása 1945–1957 között zajló nagyméretű felújítási munkálatok ellenére megőrizte eredeti jellegét és sok tekintetben hasonlóságot mutat a vele szinte egyidőben (1793 és 1802 között), ugyancsak a Láncos templomot tervező kőművesmester tervei alapján felépült németi református templom kialakításával.

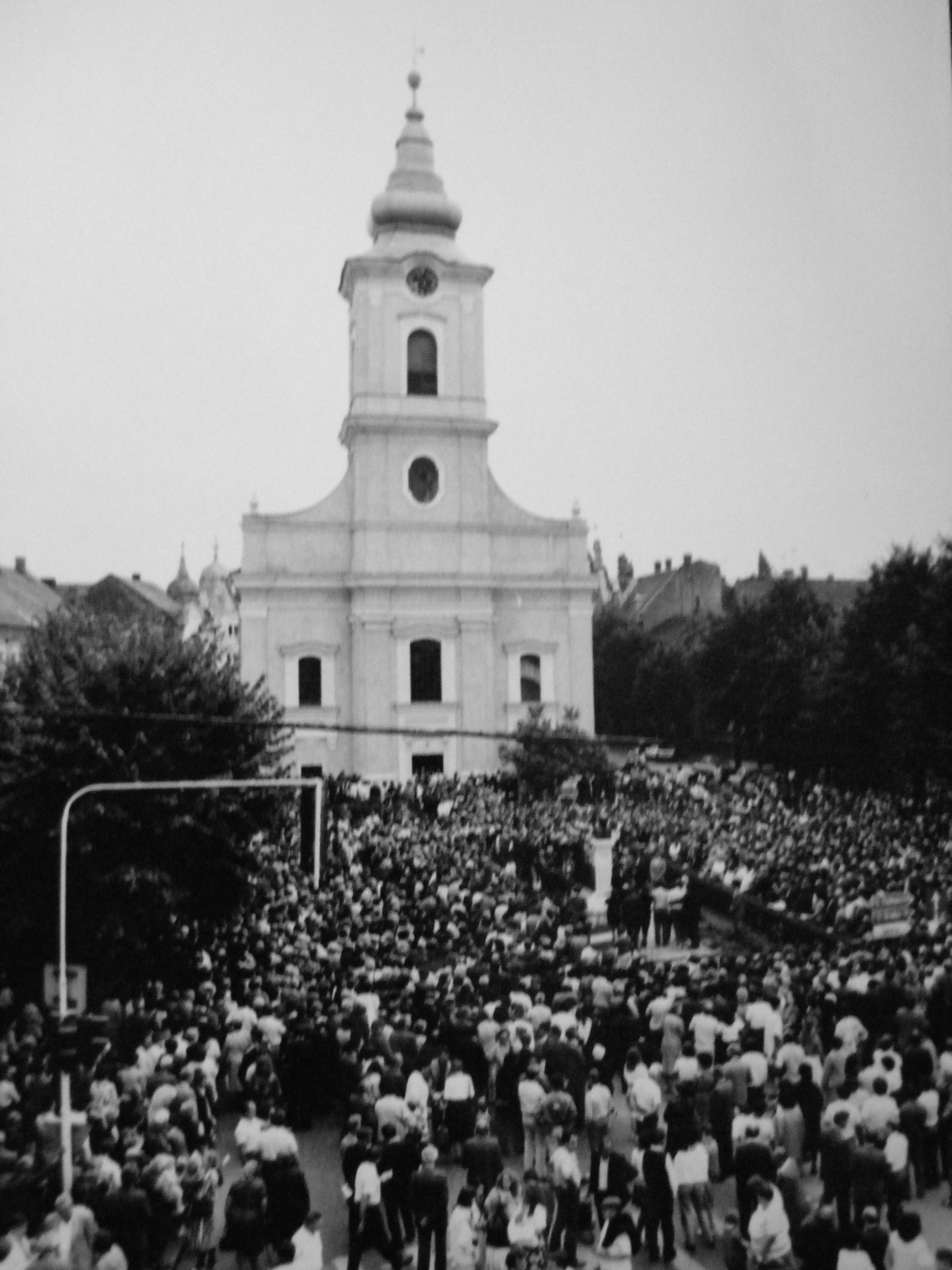
A Kölcsey-szobor avató ünnepsége 1991-ben

## Kölcsey-szobor (a templom előterében)
A Láncos-templom előtti téren (az egykori cinteremben), ugyanazon a helyen, ahol korábban, a kommunista hatalomátvétel előtt egy egész alakos  Kölcsey Ferenc-szobor állt, 1991-ben egy új, talapzatra helyezett mellszobrot avattak fel. A szobor készítője Lakatos Pál képzőművész, a rajta elhelyezett tábla felirata: "Kölcsey Ferenc (1790 – 1838)".

A szobor felavatása alkalmából több ezer ember gyűlt össze, a himnuszszerző szatmári költő előtti tisztelgés jegyében. A szobrot Tőkés László Királyhágómelléki református püspök szentelte fel, a Harag György Társulat művészei pedig szavalatokkal tisztelegtek Kölcsey Ferenc emléke előtt.

## Parókia és esperesi hivatal
A Láncos egyházközség parókiája a templom bal oldalán található puritán ornamentikájú épület. Itt működik az egyházközség lelkészi hivatala, de itt található az egyik lelkészlakás is. Szintén az egyházközséghez tartozott az 1761 és 1763 között, Szilágyi Sámuel lelkészsége alatt épült esperesi hivatal épülete is. Ma az esperesi hivatal mellett itt található, az épület alagsorában, a Kálvineum is, amely a gyülekezeti nőszövetség (Lorántffy Zsuzsanna Nőszövetség) használatában áll. A Kálvineum termei szolgálnak a gyülekezet kórusának, ifjúsági csoportjának, az Ifjúsági Keresztény Egyesületnek (IKE) és a fiatal házasoknak is találkozási helyéül, itt vigyáznak az istentiszteletekre be nem vitt gyermekekre, és itt tartják az ünnepi alkalmakhoz fűződő szeretetvendégségeket is.

## Gyülekezet (A Szatmár-Láncos Egyházközség)
A gyülekezet az egyhézmegye második legnagyobb gyülekezete (a Szatmár-Szamosnegyed után), az egyház saját statisztikái szerint 2 994 bejegyzett gyülekezeti tagot számlál. A valóságban ennél jóval több református hívő látogatja időszakosan a templomot, főként a jelentősebb egyházi ünnepeken. Húsvétkor és Karácsonykor az egyházközséghez szorosan nem kötődő szatmárnémeti reformátusok többsége is a Láncos templomot keresi fel. A gyülekezetben két lelkész, egy segédlelkész és egy nyugalmazott lelkész szolgál (illetve segédkezik).

### Lelkészek és segédlelkészek

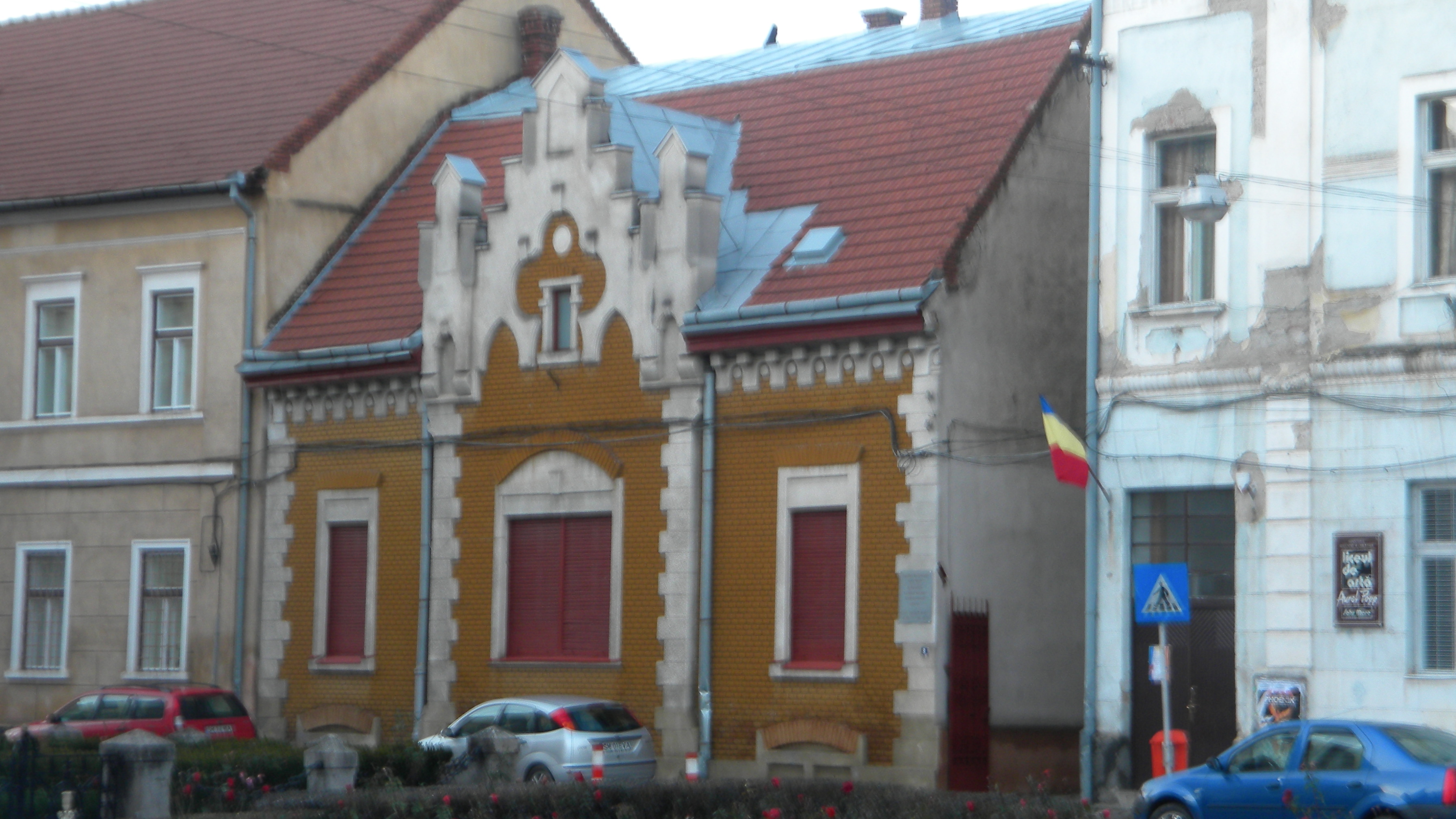
A Szatmár-Láncos Egyházközség parókiája és lelkészi hivatala

- Korda Zoltán tiszteletes – lelkész
- Szilágyi Balázs tiszteletes – lelkész
- Varga Szilárd tiszteletes – Református gimnázium iskolalelkésze
- Nagytiszteletű Kanizsay László – nyugalmazott lelkész (egykori szilágycsehi esperes)

#### Korábbi lelkészek
- Szilágyi Sámuel
- Szathmáry Sámuel (1875–1898)
- Pajzos Bálint
- Boross Jenő

##### Korábbi segédlelkészek
- Nagytiszteletű Kovács Sándor szatmári esperes – itt szolgált segédlelkészként, mielőtt az egri gyülekezet lelkésze lett

### Presbitérium
- Elekes Gyula főgondnok
- Lengyel István gondnok
- Antal József presbiter
- Bakk Emil presbiter
- Balla Márton presbiter
- Blaga Mihály presbiter
- Bolyáki Imre presbiter
- Csáki Mihály presbiter
- Diószegi István presbiter
- Dohi Károly presbiter
- Elek Károly presbiter
- Halász Béla presbiter

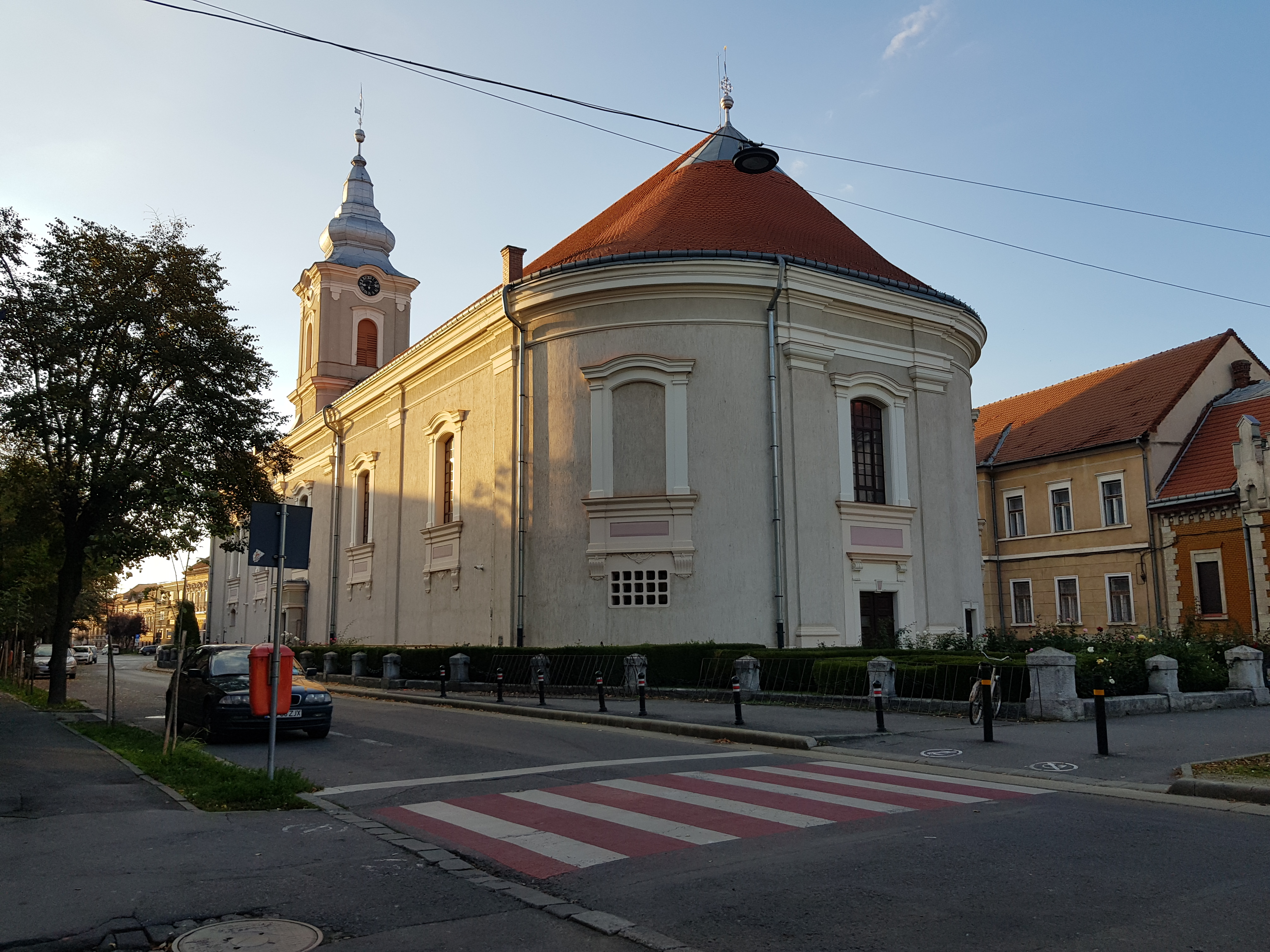
A felújított Láncos templom hátsó bejárata

- Hankovszky Béla presbiterKálvin-téri részlet: középen a Láncos templom, Kölcsey Ferenc szobrával
- Illés Jenő presbiter
- Király Éva presbiter
- Kiss Imre presbiter
- Kovács Béla presbiter
- Matisán Péter presbiter
- Mészáros József presbiter
- Miklósi Ákos presbiter
- Nagy Antal presbiter
- Nagy Gyula presbiter
- Nagy Lajos presbiter
- Pécsi Ferenc presbiter
- Puskás Zoltán presbiter
- Sárpataki Zsolt presbiter
- Szabó Ferenc presbiter

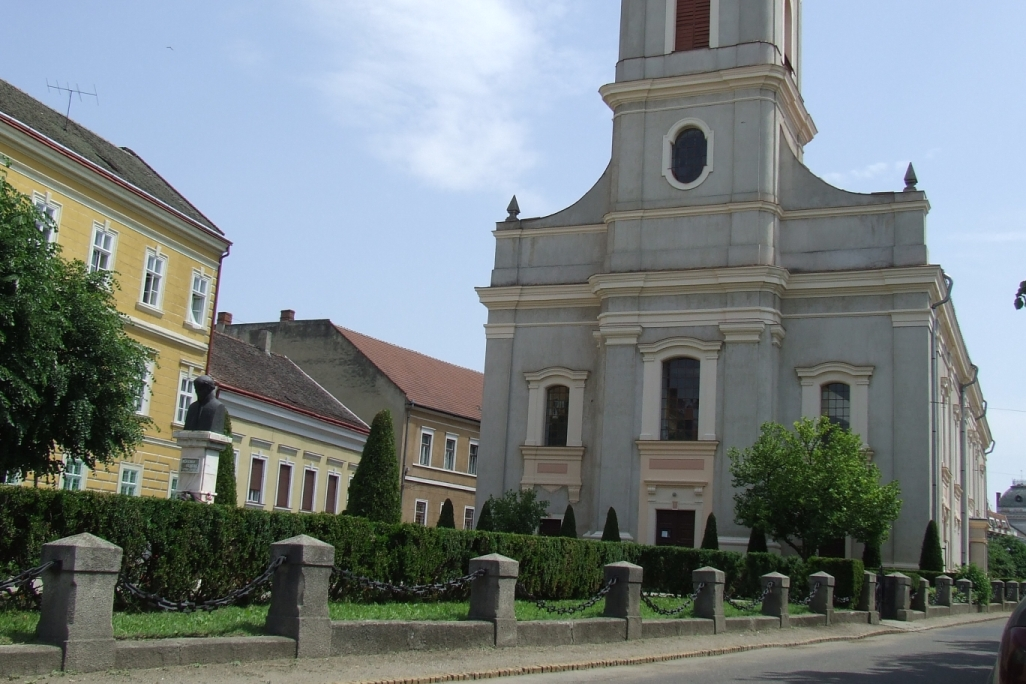
Kálvin-téri részlet: középen a Láncos templom, Kölcsey Ferenc szobrával

- Szabó István presbiterA templom éjszakai díszkivilágításban
- Szakács Sándor presbiter

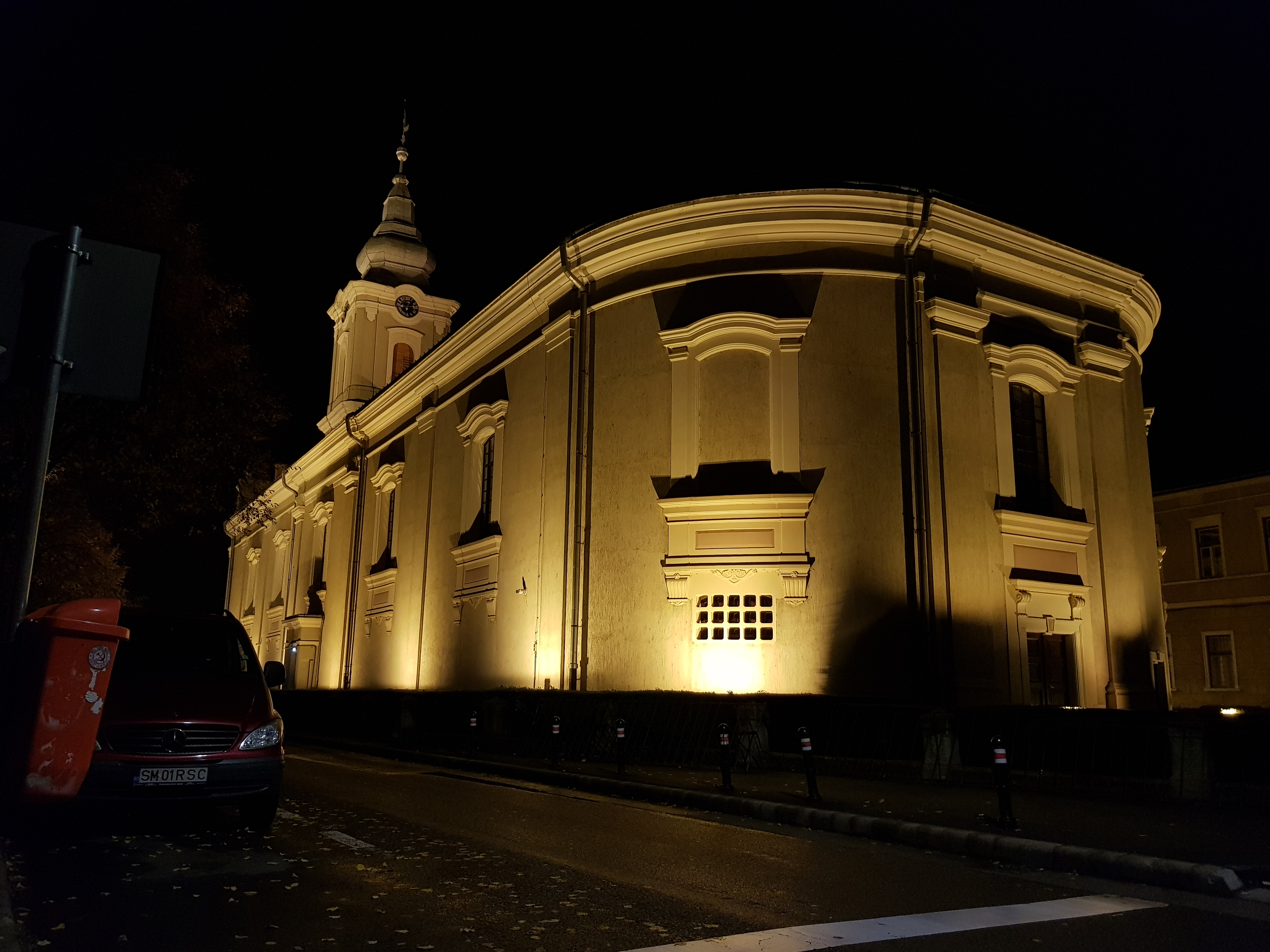
A templom éjszakai díszkivilágításban

- Szilágyi Éva presbiter, zsinati atya, a Szatmárnémeti Református Gimnázium igazgatója
- Tar Csaba presbiter
- Tasi József presbiter

#### Korábbi főgondnokok, gondnokok, neves presbiterek
- Ligeti László Zoltán – a Szatmárnémeti Református Gimnázium neves diákja, majd tanára (később a Kölcsey Ferenc Főgimnázium tanára), a Szatmár-Láncos Egyházközség főgondnoka, zsinati atya. A Királyhágómelléki Református Egyházkerület Pro Partium-díjjal tüntette ki munkásságáért.

### Az egyházközség intézményei, szervezetei
- Lorántffy Zsuzsanna Nőszövetség
- Szatmár-Láncos Egyházközségi Kórus
- Fiatal Házasok Szövetsége és klubja
- Szatmár-Láncos IKE (Ifjúsági Keresztény Egyesület)

## A Szatmárnémeti Református Gimnázium (diákistentiszteletek)

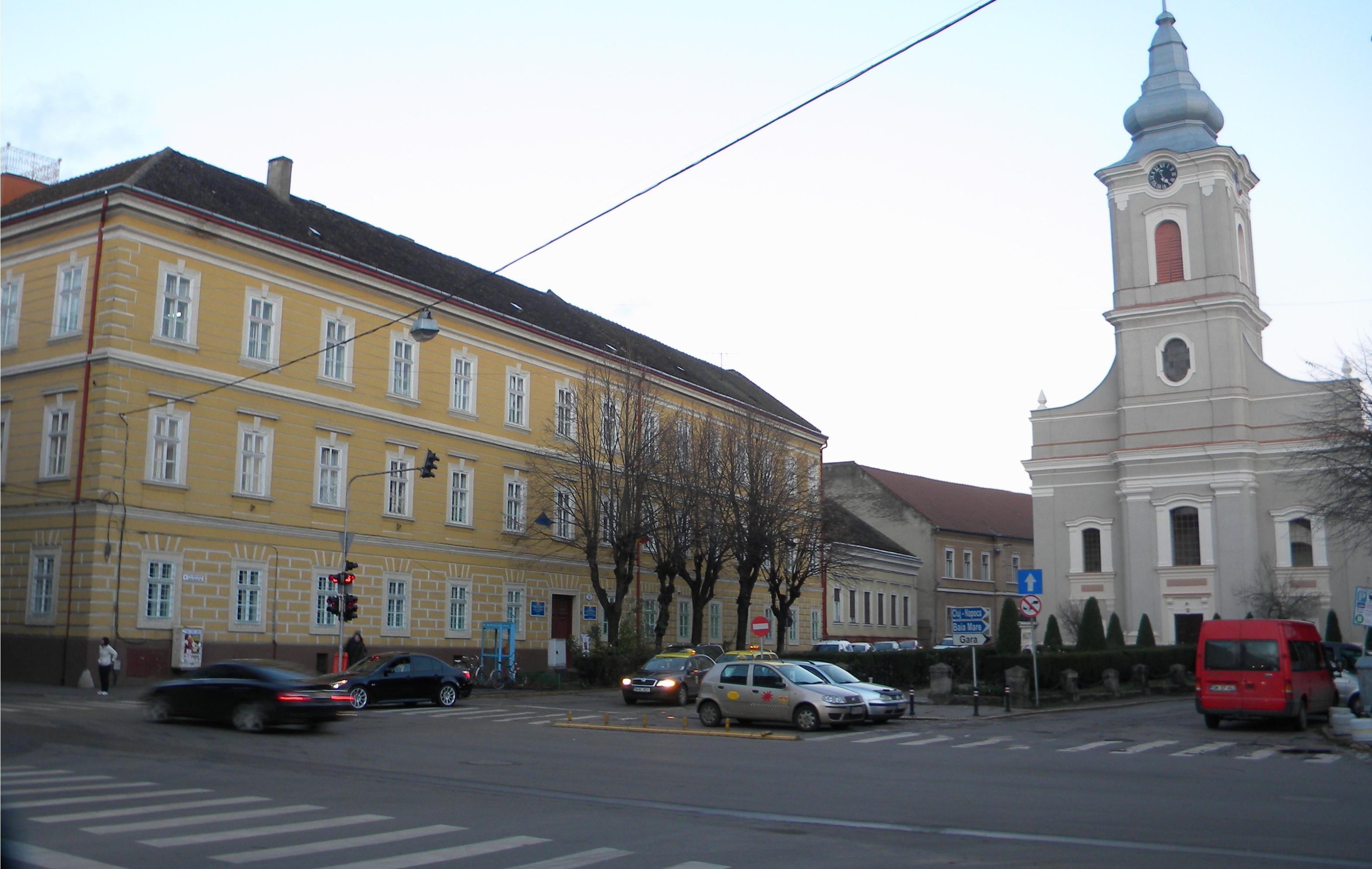
A Szatmárnémeti Református Gimnázium és a Láncos templom

A Láncos Templom szolgál a Szatmárnémeti Református Gimnázium istentiszteleti helyéül is (az államosítás előtt az intézmény is az egyházközséghez tartozott). Heti két diákistentiszteletet tartanak, a gimnázium iskolalelkészének vezetésével (a rendszerváltás utáni években ezt a tisztséget is Korda Zoltán, a Láncos Egyházközség lelkésze töltötte be). Ugyanitt tartják a hivatalos évnyitó és évzáró istentiszteleteket és ünnepségeket, de a tanév alatt a nem vakációra vagy munkaszüneti napra eső ünnepi istentiszteleteiket is.
A jelenlegi iskolalelkész Ilonczai Zsombor Ferenc. A gimnáziumnak saját diákpresbitériuma van.

### Iskolalelkészek az újjáalakulás óta
- Korda Zoltán
- Kánya Zsolt Attila
- Ilonczai Zsombor Ferenc

### Diákpresbitérium[7]
Vezetőség: 
- Elnök: Zaharia Gabriella
- Jegyző-titkár: Földes Emese
- Pénztáros: Dobos Réka
- MAKOSZ felelős: Igaz Máté és Igaz Tamás

Diákpresbiterek: Szilágyi Péter, Cserepes Lilla, Szatmári Apor, Harkai Réka, Székely Melinda, Kovács Esbeta, Nagy Helga, Szilágyi Henrietta, Vajas Petra, Elek Melinda, Deme Kitty, Fenyvesi Ádám, Szabó Brigitta, Zaharia Gabriella, Kallós Lilla